# Girardinichthys viviparus
Girardinichthys viviparus é uma espécie de peixe da família Goodeidae.
É endémica do México.